# Neo Química Arena
Die Arena Corinthians (durch Sponsoringvertrag offiziell Neo Química Arena) ist ein Fußballstadion im Stadtbezirk Itaquera der brasilianischen Metropole São Paulo. Es wurde für die Fußball-Weltmeisterschaft 2014 erbaut und hatte zur Fußball-WM eine Kapazität von rund 68.000 Zuschauern. An der Fassade wurde die größte Videowand der Welt verbaut (die bis dahin größte Leinwand hängt im AT&T Stadium in Arlington, der Heimstätte der Dallas Cowboys). Nach dem Rückbau der speziell für die WM errichteten Zusatztribünen verfügt die Arena über 47.252 Plätze. Die WM-Arena in São Paulo war u. a. am 12. Juni 2014 Austragungsort des Eröffnungsspiels der Fußball-Weltmeisterschaft 2014. Nach dem WM-Turnier wurde es die Heimspielstätte des Fußballclubs Corinthians São Paulo.

## Errichtung
Im Frühjahr 2013 drohten die Bauherren mit einem sofortigen Baustopp, sollte die Finanzierung nicht baldmöglichst gesichert sein. Die Verzögerung hätte eine fristgemäße Fertigstellung unmöglich gemacht.
Im November 2013 ereignete sich bei den Bauarbeiten am Dach des Stadions ein Unfall. Ein unzureichend fundamentierter Baukran stürzte auf die Dachstruktur und riss Teile davon herunter. Zwei Menschen starben bei dem Vorfall. Im März 2014 starb erneut ein Arbeiter am Bau der Arena, er stürzte aus großer Höhe, während er eine Zusatztribüne montierte.
Am 18. Mai 2014, rund einem Monat vor dem ersten WM-Spiel, wurde das Stadion einem ersten offiziellen Test unterzogen, als vor 36.123 Zuschauern das Ligaspiel zwischen Corinthians São Paulo und Figueirense FC stattfand. Die Arena war zu diesem Zeitpunkt aber noch nicht komplett fertiggestellt, es mussten noch Arbeiten an den Zusatztribünen verrichtet werden.
Am 1. September 2020, dem 110. Geburtstag von Corinthians, wurde auf einer Veranstaltung im Stadion der neue Name des Stadions bekannt gegeben. Die Corinthians haben sich mit dem größten brasilianischen Pharmahersteller Hypera Pharma, mit Sitz in São Paulo, auf seinen Sponsorvertrag über 20 Jahre bei jährlicher Zahlung von 15 Mio. R$ (insgesamt 300 Mio. R$) geeinigt. Neo Química gehört zu Hypera Pharma und die Fußballarena trägt den Namen Neo Química Arena.

## Spiele der Fußball-Weltmeisterschaft 2014 in São Paulo

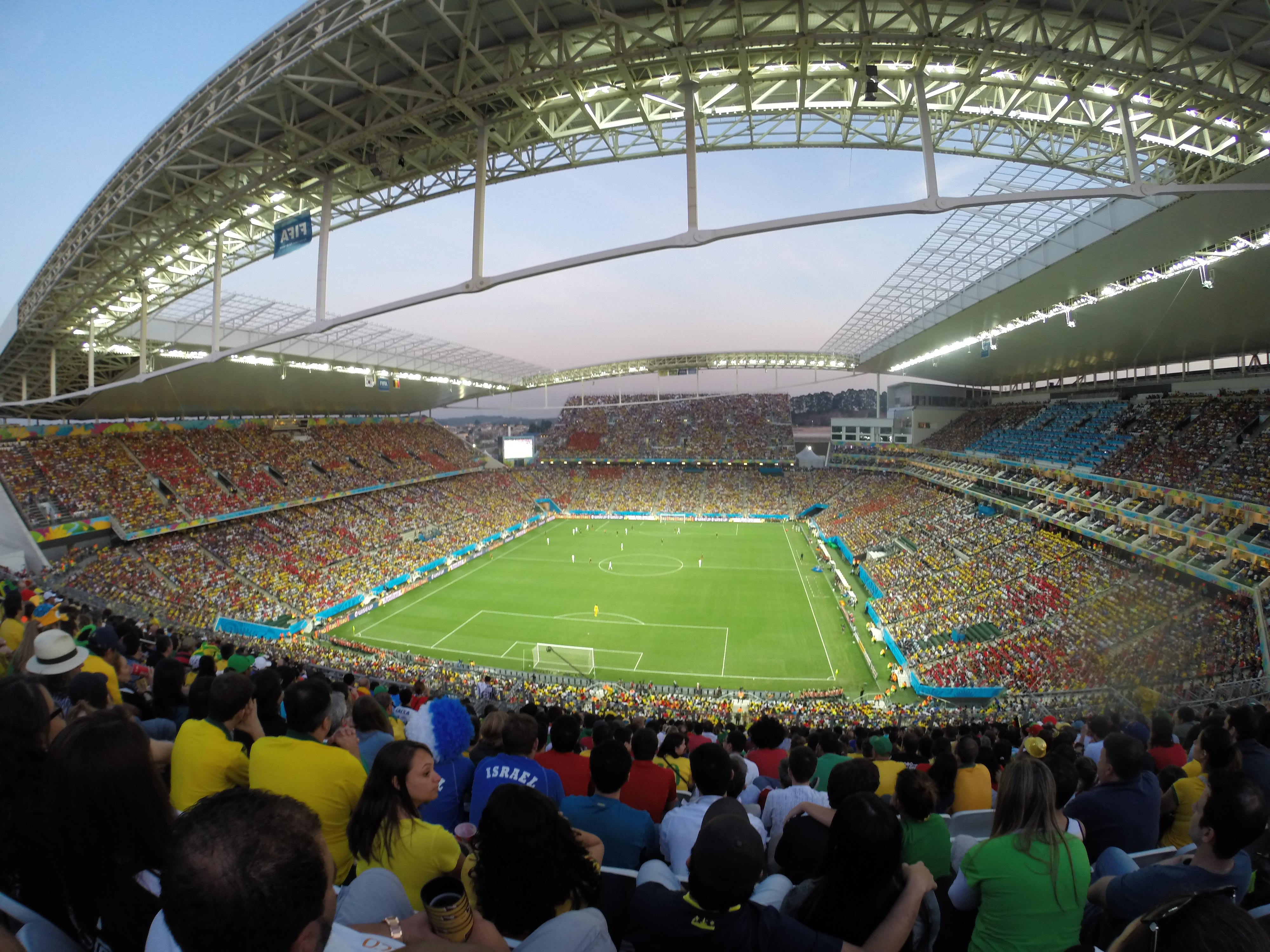
Innenansicht des Stadions während des WM-Spiels zwischen Südkorea und Belgien

Während der Weltmeisterschaft fanden folgende Spiele im Stadion statt:
|                                                                  |   |             |                      |
| Do., 12. Juni 2014 um 17:00 Uhr (22:00 Uhr MESZ) – Gruppe A      |   |             |                      |
| Brasilien                                                        | – | Kroatien    | 3:1 (1:1)            |
| So., 19. Juni 2014 um 16:00 Uhr (21:00 Uhr MESZ) – Gruppe D      |   |             |                      |
| Uruguay                                                          | – | England     | 2:1 (1:0)            |
| Mo., 23. Juni 2014 um 13:00 Uhr (18:00 Uhr MESZ) – Gruppe B      |   |             |                      |
| Niederlande                                                      | – | Chile       | 2:0 (0:0)            |
| Do., 26. Juni 2014 um 17:00 Uhr (22:00 Uhr MESZ) – Gruppe H      |   |             |                      |
| Südkorea                                                         | – | Belgien     | 0:1 (0:0)            |
| Di., 1. Juli 2014 um 13:00 Uhr (18:00 Uhr MESZ) – Achtelfinale 7 |   |             |                      |
| Argentinien                                                      | – | Schweiz     | 1:0 n. V.            |
| Mi., 9. Juli 2014 um 17:00 Uhr (22:00 Uhr MESZ) – Halbfinale 2   |   |             |                      |
| Niederlande                                                      | – | Argentinien | 0:0 n. V., 2:4 i. E. |

## Temporäre Erweiterung
Als Besonderheit des Stadions ist die temporäre Erweiterung der Kapazität des Stadions für die WM zu nennen, die die Kapazität von 48.000 auf 68.000 erweiterte. Dafür wurden nicht-überdachte Zusatztribünen an den Stirnseiten des Stadions errichtet.

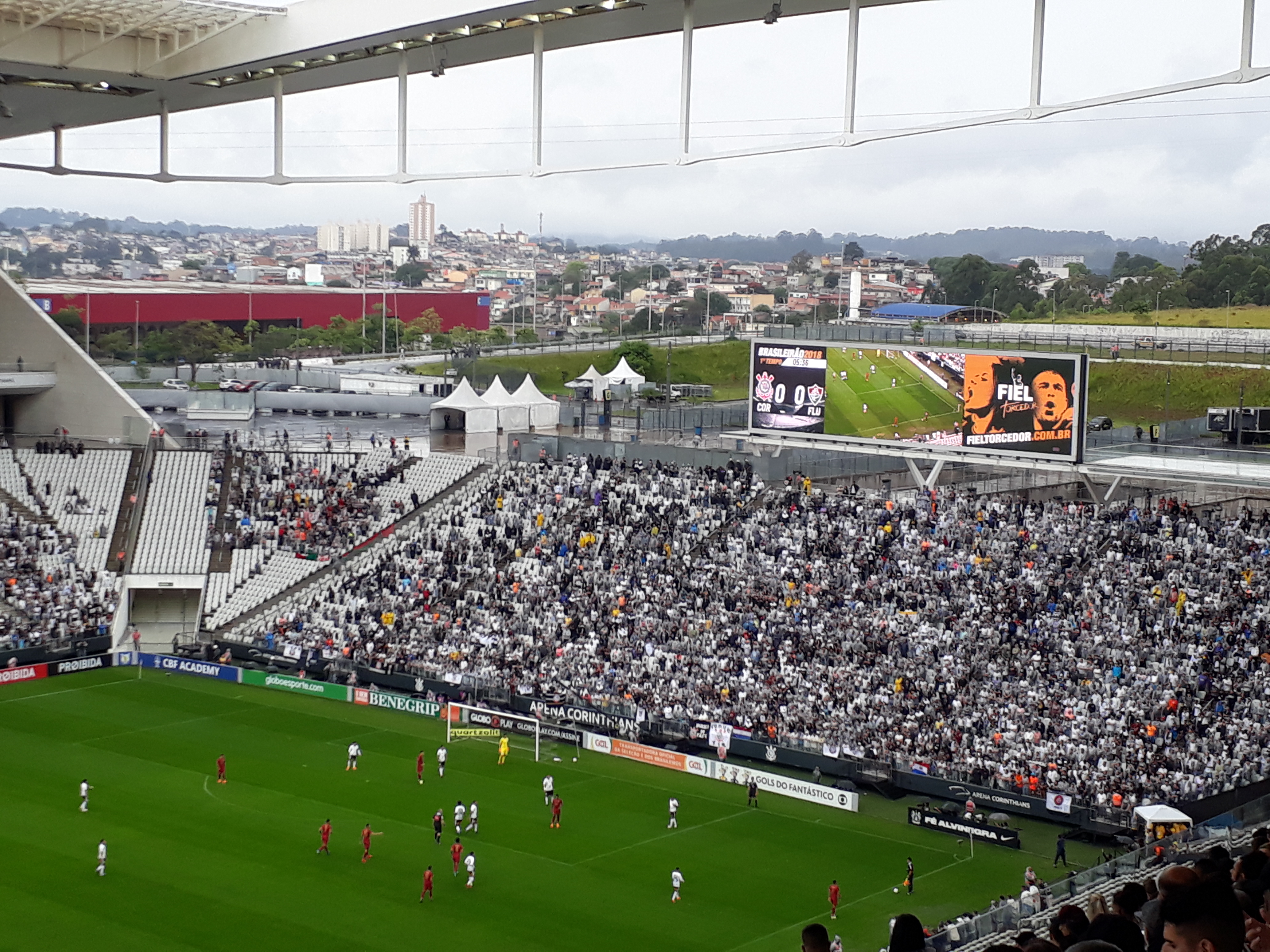
Stirnseite ohne Zusatztribüne

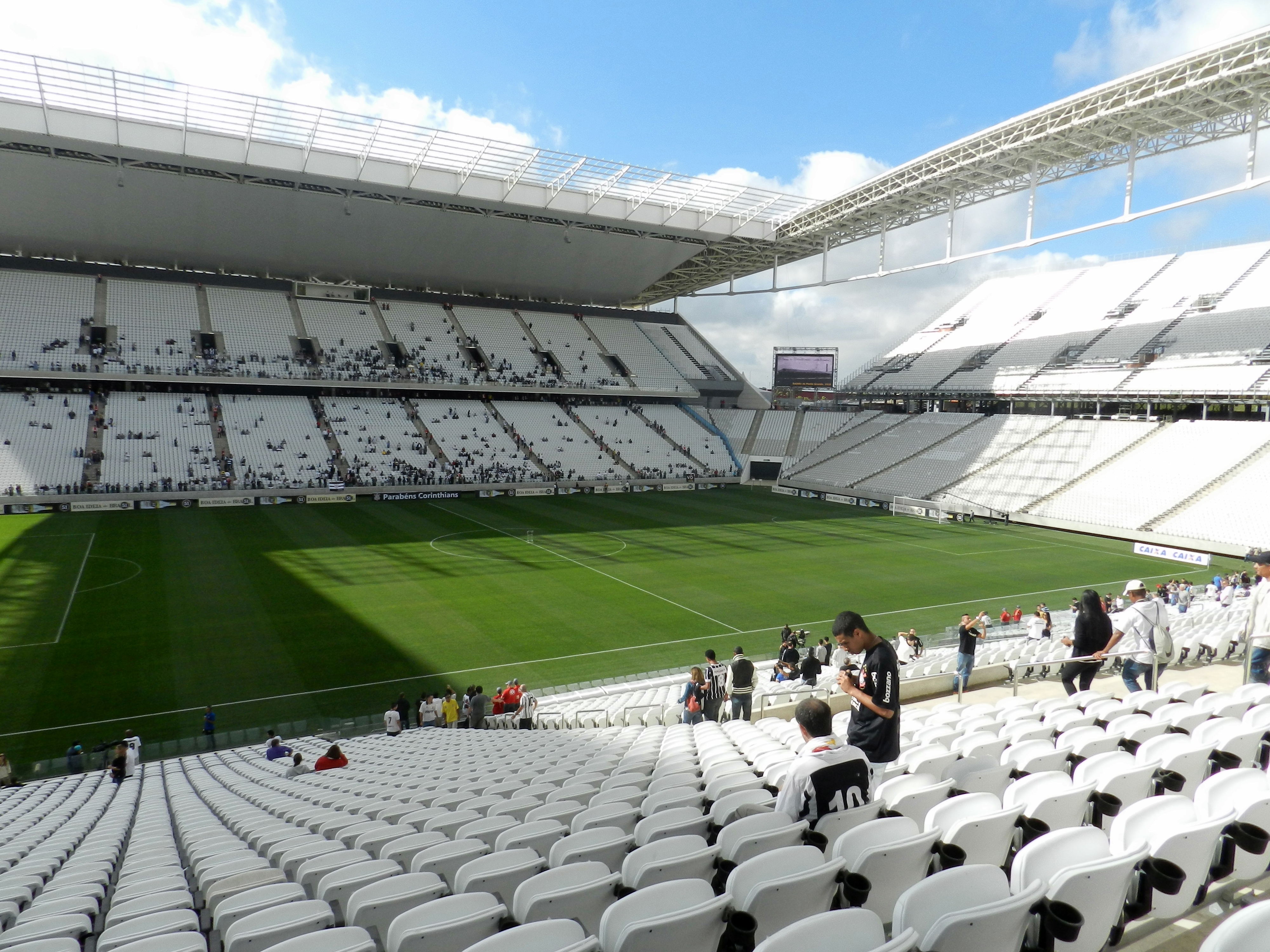
Stadion mit Zusatztribüne

## Fußballspiele der Olympischen Sommerspiele 2016 in São Paulo
Während der Olympischen Sommerspiele 2016 fanden folgende Fußballspiele der Frauen und Männer im Stadion statt:

### Frauen

#### Gruppenspiele
| Mi., 3. August 2016, 15:00 Uhr (20:00 Uhr MESZ), Gruppe F |   |             |           |
| Kanada                                                    | – | Australien  | 2:0 (1:0) |
| Mi., 3. August 2016, 18:00 Uhr (23:00 Uhr MESZ), Gruppe F |   |             |           |
| Simbabwe                                                  | – | Deutschland | 1:6 (0:2) |
| Sa., 6. August 2016, 15:00 Uhr (20:00 Uhr MESZ), Gruppe F |   |             |           |
| Kanada                                                    | – | Simbabwe    | 3:1 (3:0) |
| Sa., 6. August 2016, 18:00 Uhr (23:00 Uhr MESZ), Gruppe F |   |             |           |
| Deutschland                                               | – | Australien  | 2:2 (1:2) |

#### Spiel um Bronze
| Fr., 19. August 2016, 13:00 Uhr (18:00 Uhr MESZ) |   |        |           |
| Brasilien                                        | – | Kanada | 1:2 (0:1) |

### Männer

#### Gruppenspiele
| Mi., 10. August 2016, 19:00 Uhr (Do., 00:00 Uhr MESZ), Gruppe B |   |         |           |
| Kolumbien                                                       | – | Nigeria | 2:0 (1:0) |
| Mi., 10. August 2016, 22:00 Uhr (Do., 03:00 Uhr MESZ), Gruppe A |   |         |           |
| Südafrika                                                       | – | Irak    | 1:1 (1:1) |

#### Viertelfinale
| Sa., 13. August 2016, 22:00 Uhr (So., 03:00 Uhr MESZ) |   |           |           |
| Brasilien                                             | – | Kolumbien | 2:0 (1:0) |

#### Halbfinale
| Mi., 17. August 2016, 13:00 Uhr (18:00 Uhr MESZ) |   |             |           |
| Nigeria                                          | – | Deutschland | 0:2 (0:1) |

## Nutzung als Spielstätte für American Football ab 2024
Im Dezember 2023 gab die National Football League (NFL) bekannt, dass in der Saison 2024 erstmals ein reguläres Saisonspiel der NFL in Brasilien ausgetragen wird und dafür die Neo Química Arena ausgewählt wurde.
|                                       |                                      | NFL São Paulo Game 2024 |         |                     |  |                                                                        |
| São Paulo 6. September 2024 21:15 Uhr |                                      | Green Bay Packers       | 29 : 34 | Philadelphia Eagles |  | Neo Química Arena Zuschauer: 47.236 (ausverkauft) Referee: Ron Torbert |
| São Paulo 6. September 2024 21:15 Uhr | (6:0, 13:17, 7:14, 3:3) Spielbericht | Green Bay Packers       |         | Philadelphia Eagles |  | Neo Química Arena Zuschauer: 47.236 (ausverkauft) Referee: Ron Torbert |